# باول ميلر (لاعب كرة قدم بريطاني)
باول ميلر (بالإنجليزية: Paul Millar)‏ (12 أبريل 1988 في المملكة المتحدة - ) هو مدرب كرة قدم ولاعب كرة قدم بريطاني في مركز الهجوم.

## وصلات خارجية
- باول ميلر على موقع قاعدة بيانات كرة القدم.إي يو (الإنجليزية)
- باول ميلر على موقع Soccerway.com (الإنجليزية)